# 高等学校通信教育
高等学校通信教育（こうとうがっこうつうしんきょういく、英語: upper secondary school correspondence education）とは、現在では、高等学校または中等教育学校後期課程の、通信制の課程で行われる後期中等教育のことである。広義においては、高等学校通信教育の語の意味に特別支援学校の高等部において行われる「通信による教育」も含まれることがある。一般的には「通信制高等学校」や、「通信制高校」と呼称される。
高等学校通信教育の法的な根拠は、学校教育法（昭和22年法律第26号）の第45条（第51条の9で準用する場合を含む）に基づいて制定されている、高等学校通信教育規程（昭和37年文部省令第32号）などにある。
高等学校通信教育においては、全日制課程の高校と違い、毎日決められた授業時間に登校する必要はない。主として自宅や、学習センター（高校が設置もしくは高校と連携した教育施設）などで学ぶことができる。単位認定は、添削指導および面接指導（スクーリング）ならびに試験によって行われるが、学校によっては高等学校卒業程度認定試験の結果や高校外の学習成果での単位修得も可能である。学校が定めた卒業要件を満たせば、学校を卒業できる。
高等学校通信教育における学習は、学習指導要領に基づく高等学校または中等教育学校後期課程の、通信制の課程での学習であり、高等学校通信教育によって学校を卒業することは、全日制課程の卒業、および定時制課程の卒業と同一の効力（高卒学歴）を有する。

## 通信制課程生徒数
- 昭和55年度128,987名
- 平成7年度153,983名
- 平成22年度187,538名
- 平成24年度189,418名
- 平成27年度180,393名
- 平成28年度181,031名
- 令和2年度206,948名[3]

## 学年形態・卒業要件
高等学校通信教育のほとんどが単位制による教育を採用しており、全日制課程や定時制課程にしばしば大きな意味をもたない。
よって、一度、高等学校や中等教育学校の後期課程を中途退学した人については、過去に在籍していた学校での修得単位も一定の範囲で認定、卒業単位に算入する学校が多い。
高等学校通信教育においては、学校に3年以上在学し、30単位時間の特別活動に参加して、必要単位数74単位を修得すれば卒業することが可能である。
2019年現在、高等学校通信教育では、3年で高卒資格を得ることを前提としても、高等学校卒業程度認定試験（略称：高認、旧：大学入学資格検定、大検）の受験は原則不要であり、私立通信制高校を中心にネット応対や週2日以上のサポート授業による支援を行って、通信制高校の科目の学習のみで3年で卒業できることを基本的に保障しているカリキュラムになっている。ただ、公立通信制高校の大半は、ネットの活用や補習授業の実施に消極的で、旧来の月2〜3回の出校だけだと卒業まで4年以上かかるカリキュラムになっている。
また、技能連携校や定時制と連携した高校については、定時制課程や専修学校高等課程（高等専修学校）での履修を一部卒業単位に組み込むことで3年で卒業できることが多い。
陸上自衛隊高等工科学校は一条校ではないため、通信制の神奈川県立横浜修悠館高等学校と提携し、高卒資格を得ている。

## 設置母体
- 公立学校と私立学校の両者の間においては、入学時期、学費などは異なっている。
- 公立学校は、各都道府県に1校以上設けられており、原則都道府県単位の学区制となっている。

## 歴史
1961年（昭和36年）10月31日以降、「高等学校通信教育」は「通信制の課程」による教育のことを指しているが、それ以前は異なっていた。
第二次世界大戦が終わった時点において、高等学校通信教育とは、高等学校に設けられている教科・科目の一部を「通信による教育」によって行うことであった。当時は、高等学校通信教育のみで、高等学校を卒業することはできなかった。しかし、1955年（昭和30年）の時点においては、高等学校通信教育のみで、高等学校を卒業することができるようになった。
現代の高等学校通信教育は、1961年の「昭和36年10月31日法律第166号」（学校教育法等の一部を改正する法律）によって規定された、高等学校の「通信制の課程」を基礎としている。
修業年限は1961年当時「4年以上」とされていたが、1988年に修業年限が「3年以上」に改正され、定時制や大検（後の高認・後述）合格科目の修得認定単位を繰り入れることで、通信制でも全日制と同じく中学校を卒業して3年後に高等学校の卒業証書を得ることが可能になった。（飛び級#三修制を参照）
また同じ1988年には大学入学資格検定（大検、現：高等学校卒業程度認定試験）の一部科目に合格した場合は、高等学校の校長は課程の卒業所要単位として認定することができるようになった。
なお、1987年以前は、中学校を卒業した後の3年間で大学入学資格を得るには、大学入学資格検定（大検）必要全科目の合格しかなかった。この場合、高等学校の全日制の課程に在籍せずに、通信制・定時制の課程の在籍中に、大学入学資格検定の必要全科目に合格した場合、大学に入学する時点で、現行の飛び入学と同様、高等学校は中途退学扱いとなり、高卒資格は得られなかった。
さらに、1990年代には、前期中等教育と後期中等教育を一貫して行う中等教育学校が新設された。中等教育学校の後期課程においても、「通信制の課程」の設置が可能とされ、高等学校通信教育の対象は、高等学校のみに限らず、中等教育学校の後期課程にも広げられた。
2010年代以降になると、不登校生徒や中退者における受け皿のほかにスポーツや芸能活動と並立する形で学習にも打ち込む目的で高等学校通信教育に入学する生徒も増加。更に大手出版社であるKADOKAWAが学校法人を設立した上で高等学校通信教育に参入、短期間で17,000人近い生徒が編入学した影響もあり、2024年6月時点では全高校生の1割弱が高等学校通信教育で学んでいるとされている。
2024年度の第106回全国高校野球選手権沖縄大会はベスト4進出校中3校が広域通信制高校であったため話題となった。

## 学習の様態

### 入学条件
1. 入学時に満15歳以上であること。（ただし、中学校等を卒業していない場合は、学校によって取り扱われ方が異なっている。）
2. 年齢上限なし。
3. 高等学校在籍・中退者で、転学、編入学（退学者の場合など）を希望する者。
4. 事情により、「全日制の課程」に在学・在籍できない者。
5. 事情により、「定時制の課程」に在学・在籍できない者。ただし、「定時制の課程」の教育のみで卒業必要単位をそろえる高等学校のみで、定通連携制度のある高等学校の場合は、必要単位の一部を通信制課程の教育で充てることができる。
6. 上記以外に各学校設置者の規定及び判断により、年齢上限・性別などの入学条件が指示される（私立学校については、その裁量権が認められている）。

### 高等学校通信教育の利点
高等学校通信教育の利点は、事情があって「高等学校」や「中等教育学校の後期課程」において転学したい人や、以前に中退した人にも「高等学校」または「中等教育学校の後期課程」を卒業できる機会があることである。また、毎日登校する必要がないので、在籍者自身の時間を自由に活用することができる。また、芸能やスポーツなどのプロ、またはプロを目指す人、難関大学を志望しても対応できる学校にいない人、働いて家計を助けたい人、「全日制の課程」「定時制の課程」などにおいて人間関係などでの悩みが解決困難な人、その他の諸々の理由で現在在籍している学校になじめない人、身体的な障害がある人などでも学ぶことができる。
高等学校通信教育は、日本国憲法の第26条第1項に定められている「すべて国民は、法律の定めるところにより、その能力に応じて、ひとしく教育を受ける権利を有する。」という条文を実施するための制度の1つである。国民に均等に学習の機会を与えられていることで、高等学校通信教育は日本の教育を考える上で無視することが難しい。

### 「添削指導」と「面接指導（スクーリング）」
すべての学習が自宅などにおける自己学習で完結するわけではなく、一定の添削指導が終了する度に試験を受けて、単位を修得する必要があることや、面接指導（スクーリング）があるというのも重要な事項と考えられる。
面接指導（スクーリング）とは、学校が指定する場所で、教員と生徒によって学習活動・教育活動を行うことである。体育等の実技科目はスクーリングとレポートによる指導をもとに単位を修得することが多く、試験を行わない場合がある。
例えば、教科「国語」の科目「国語総合」であれば、単位数は2単位で、添削指導に係わるレポートが6通、面接指導（スクーリング）2時間、教科「体育」の科目「体育」では、単位数2、添削指導に係わるレポート2通、スクーリング10時間という状況となる。面接指導（スクーリング）の方法は、学校によって異なる。毎週1回、あるいは3～5回から、1年間の一定期間（夏休みなど）にまとめて、というところもある。
テストやレポートで合格できなくても、その科目の単位が取得できなかったということで、全日制や定時制のように留年ということにはならない。必修科目の場合はテストやレポートで合格するまで再学習やスクーリングの再受講が必要となる。
卒業に必要な単位が揃わなければ、最短修業年限で卒業できず、実際には卒業時期が先延ばしになる。
※参考：通信制高校の仕組み、生徒、学費、メリット

### 通信制の課程における教育課程
各教科・科目の添削指導の回数および面接指導の単位時間（1単位時間は，50分として計算する。）数の標準は、1単位につき次の表の通りとされるほか、学校設定教科に関する科目のうち普通教育に関するものについては、各学校が定めるものとされている。
| 各教科・科目                                                | 添削指導（回）                 | 面接指導（単位時間）           |
| ----------------------------------------------------------- | ------------------------------ | ------------------------------ |
| 国語，地理歴史，公民及び数学に属する科目                    | 3                              | 1                              |
| 理科に属する科目                                            | 3                              | 4                              |
| 保健体育に属する科目のうち「体育」                          | 1                              | 5                              |
| 保健体育に属する科目のうち「保健」                          | 3                              | 1                              |
| 芸術及び外国語に属する科目                                  | 3                              | 4                              |
| 家庭及び情報に属する科目 並びに専門教育に関する各教科・科目 | 各教科・科目の必要に応じて2〜3 | 各教科・科目の必要に応じて2〜8 |

総合的な学習の時間の標準単位数は3〜6単位とし、その添削指導の回数及び面接指導の単位時間数については、各学校において、学習活動に応じ適切に定めるものとされている。
面接指導の授業の1単位時間は、各学校において、各教科・科目の面接指導の単位時間数を確保しつつ、生徒の実態および各教科・科目等の特質を考慮して適切に定めるものとされている。
学校が、その指導計画に、各教科・科目または特別活動について計画的かつ継続的に行われるラジオ放送、テレビ放送その他の多様なメディアを利用して行う学習を取り入れた場合で、生徒がこれらの方法により学習し、その成果が満足できると認められるときは、その生徒について、その各教科・科目の面接指導の時間数又は特別活動の時間数のうち、各メディアごとにそれぞれ10分の6以内の時間数を免除することができるとされている。ただし、免除する時間数は、合わせて10分の8を超えることができないとされている。
特別活動については、ホームルーム活動を含めて、各々の生徒の卒業までに30単位時間以上指導するものとされている。

### 定義と実施状況
「広域の通信制の課程」とは、
- 高等学校の「通信制の課程」のうち、当該高等学校の所在する都道府県の区域内に住所を有する者のほか、全国的に他の都道府県の区域内に住所を有する者を併せて生徒とするもの、その他政令（学校教育法施行令）で定めるもの（学校教育法第54条第3項）
- 当該高等学校の所在する都道府県の区域内に住所を有する者のほか、他の二以上の都道府県の区域内に住所を有する者を併せて生徒とするもの（学校教育法施行令第24条）

である。
すなわち、本校所在地の1都道府県に加えて2都道府県以上、併せて3都道府県以上の地域に在住する者を対象として生徒募集を行う場合は広域通信制課程に該当する。
生徒の募集地域は全国47都道府県を対象とする場合、特定の地方・地域の都道府県に限る場合など、学校によって異なる。
「広域の通信制の課程」を設けている学校には、分校、協力校、学習センターなどが設けられている。また、全日制の高等学校等の施設を借り、協力校としてスクーリングを行っている学校や、専修学校高等課程などの専修学校を協力校としている学校もある。
上記に対して「狭域通信制高校」とは、本校所在地の1都道府県のみ、あるいは本校所在地に隣接する1つの都道府県と併せて2都道府県の地域に在住する者を対象に生徒を募集している高校のことである。
株式会社による広域通信制高等学校は、2004年度に構造改革特区法で認められてから、8年で20倍にまで急増した。また、学校法人による広域通信制も増加の傾向にある。
このように、近年、広域通信制の高等学校の学校数や生徒数は大きく増加しているが、その添削指導のレベルに対しては改善が求められており、ウィッツ青山学園高等学校の不祥事発覚以降は安易な履修認定についても改善が求められている。

## 募集区域が47都道府県にわたる広域通信制
○出典：広域通信制高等学校の一覧（令和2年4月1日時点）  (Microsoft Excelの.xls)
※括弧内は本校所在地の都道府県
- NHK学園高等学校（東京都）
- 科学技術学園高等学校（東京都）
- 和歌山南陵高等学校（和歌山県）
- 星槎国際高等学校（北海道）
- 日本航空高等学校（ウイングハイスクール）（山梨県）
- 明聖高等学校（千葉県）
- 八洲学園大学国際高等学校（沖縄県）
- わせがく高等学校（千葉県）
- 今治精華高等学校（愛媛県）
- アットマーク国際高等学校（石川県白山市）
- 並木学院高等学校（広島県）
- 第一学院高等学校高萩校（茨城県高萩市）
- 日々輝学園高等学校（栃木県）
- 創学舎高等学校（埼玉県深谷市）
- 代々木高等学校（三重県志摩市）
- 慶風高等学校（和歌山県）
- 屋久島おおぞら高等学校（鹿児島県）（サポート校：おおぞら高等学院）※学校法人KTC学園
- ルネサンス高等学校（茨城県大子町）
- 日本ウェルネス高等学校（愛媛県）※学校法人タイケン国際学園
- ECC学園高等学校（滋賀県高島市）
- 第一学院高等学校養父校（兵庫県養父市）
- 相生学院高等学校（兵庫県相生市）
- 一ツ葉高等学校（熊本県山都市）
- 札幌自由が丘学園三和高等学校（北海道和寒町）
- 精華学園高等学校（山口県）
- 明蓬館高等学校（福岡県川崎町）
- 松陰高等学校（山口県）
- 勇志国際高等学校（熊本県）
- 神村学園高等部通信制課程（鹿児島県）
- ルネサンス豊田高等学校（愛知県豊田市）
- 中京高等学校（岐阜県）
- AIE国際高等学校（兵庫県淡路市）
- RITA学園高等学校（香川県）（旧：禅林学園高等学校)
- 中央国際高等学校（千葉県）
- ルネサンス大阪高等学校（大阪府）
- 鹿島朝日高等学校（岡山県）
- ヒューマンキャンパス高等学校（沖縄県）
- 高野山高等学校（和歌山県）
- 興譲館高等学校（岡山県）
- こころ未来高等学校（長崎県）
- N高等学校（沖縄県）
- 飛鳥未来きずな高等学校（宮城県）
- 鹿島山北高等学校（神奈川県山北町）
- 啓晴高等学校（岐阜県）
- 神村学園高等部伊賀（三重県）
- くまもと清陵高等学校（熊本県）
- つくば開成国際高等学校（沖縄県）
- 滋慶学園高等学校（岡山県）
- AOIKE高等学校（福井県）
- ワオ高等学校（岡山県）
- 穴吹学園高等学校（香川県）
- S高等学校（茨城県）
- 千葉科学大学附属高等学校（千葉県）
- やまと高等学校（熊本県）
- 新潟産業大学附属高等学校（新潟県）[11]
- 成美学園高等學校（千葉県）

## 募集区域が特定の地域に限られる広域通信制
○出典：広域通信制高等学校の一覧（令和2年4月1日時点）  (Microsoft Excelの.xls)
※太字が本校所在地の都道府県
- クラーク記念国際高等学校（北海道）（青森県・新潟県・山梨県・三重県・高知県以外の42都道府県）
- 北海道芸術高等学校（北海道）（青森県・茨城県・三重県・大阪府・兵庫県・岡山県・鹿児島県以外の39都道府県）
- 酪農学園大学附属とわの森三愛高等学校（北海道）（青森県・山形県・茨城県・富山県・福井県・長野県・鹿児島県以外の34都道府県）
- 札幌静修高等学校（北海道・東京都・神奈川県・埼玉県・千葉県・大阪府・京都府・兵庫県・福岡県・佐賀県）[12]
- 青森山田高等学校（青森県・北海道・岩手県・秋田県）
- 仙台育英学園高等学校（宮城県・青森県・岩手県・秋田県・山形県・福島県・東京都・沖縄県）
- 仙台白百合学園高等学校通信制課程（宮城県・北海道・青森県・岩手県・秋田県・山形県・福島県・埼玉県・千葉県・東京都・神奈川県・新潟県）
- 東陵高等学校（宮城県、岩手県、山形県、福島県、秋田県、青森県、東京都、埼玉県、千葉県、神奈川県、 茨城県、栃木県、群馬県）-2024年開設予定
- 大智学園高等学校（福島県・岩手県・宮城県・秋田県・山形県・栃木県・群馬県・千葉県・東京都・神奈川県・山梨県）
- 聖光学院高等学校（福島県・宮城県・山形県・福島県・茨城県・栃木県・新潟県）
- 国際学院高等学校（埼玉県・茨城県・栃木県・群馬県・千葉県・東京都）
- 霞ヶ関高等学校（埼玉県・茨城県・栃木県・群馬県・千葉県・東京都・福井県）
- 武蔵野星城高等学校（埼玉県・茨城県・栃木県・群馬県・千葉県・東京都）
- 志学会高等学校（埼玉県・茨城県・栃木県・群馬県・千葉県・東京都）
- 松栄学園高等学校（埼玉県・茨城県・栃木県・群馬県・千葉県・東京都）
- 清和学園高等学校（埼玉県・群馬県・東京都・神奈川県）
- 大川学園高等学校（埼玉県・群馬県・千葉県・東京都・神奈川県・山梨県）
- わせがく夢育高等学校（埼玉県・群馬県・千葉県・茨城県・栃木県・東京都・神奈川県・山梨県）
- あずさ第一高等学校（千葉県・北海道・茨城県・群馬県・埼玉県・東京都・神奈川県・新潟県・石川県・山梨県・長野県・岐阜県・静岡県・愛知県・京都府・奈良県）
- 敬愛大学八日市場高等学校（千葉県・茨城県・栃木県・群馬県・埼玉県・東京都・神奈川県）
- 晃陽学園高等学校（茨城県・岩手県・宮城県・福島県・栃木県・群馬県・埼玉県・千葉県・東京都・神奈川県・新潟県・山梨県）
- 翔洋学園高等学校（茨城県・青森県・岩手県・宮城県・秋田県・山形県・福島県・茨城県・栃木県・群馬県・埼玉県・千葉県・東京都・神奈川県・新潟県・山梨県・長野県・岐阜県）
- つくば開成高等学校（茨城県）（京都府以外の46都道府県）
- 鹿島学園高等学校（茨城県・岩手県・宮城県・福島県・栃木県・群馬県・埼玉県・千葉県・東京都・神奈川県・新潟県・静岡県・愛知県・滋賀県・京都府・大阪府・兵庫県・奈良県・広島県・鹿児島県）
- 土浦日本大学高等学校（茨城県・北海道・宮城県・山形県・福島県・栃木県・群馬県・埼玉県・千葉県・東京都・神奈川県・山梨県・長野県・岐阜県・静岡県・愛知県・京都府・大阪府・福岡県・長崎県・宮崎県[13]
- 東海大学付属望星高等学校（東京都・北海道・山形県・千葉県・神奈川県・山梨県・静岡県・愛知県・大阪府・広島県・福岡県・熊本県）
- 北豊島高等学校（東京都・茨城県・埼玉県・千葉県・神奈川県)
- 立志舎高等学校（東京都・茨城県・埼玉県・千葉県・神奈川県)
- 目黒日本大学高等学校（東京都・茨城県・栃木県・群馬県・埼玉県・千葉県・神奈川県・山梨県）
- 聖パウロ学園高等学校（東京都）（宮城県・山形県・富山県・石川県・福井県・岐阜県・滋賀県・奈良県・鳥取県・島根県・徳島県・香川県・高知県・佐賀県・熊本県・大分県・沖縄県以外の30都道府県）
- 大原学園美空高等学校（旧：大原学園高等学校）（東京都・茨城県・栃木県・群馬県・埼玉県・千葉県・神奈川県・山梨県）
- 甲斐清和高等学校（山梨県・東京都・神奈川県・長野県・静岡県）
- 自然学園高等学校（山梨県・北海道・青森県・岩手県・宮城県・秋田県・山形県・福島県・茨城県・栃木県・群馬県・埼玉県・東京都・神奈川県・新潟県・長野県・岐阜県・静岡県・愛知県）
- 駿台甲府高等学校（山梨県）（青森県・岩手県・富山県・石川県・和歌山県・鳥取県・島根県・岡山県・広島県・山口県以外の35都道府県）
- 山梨英和高等学校（山梨県・長野県・静岡県・東京都・神奈川県）
- 地球環境高等学校（長野県・茨城県・群馬県・埼玉県・千葉県・東京都・神奈川県・三重県）
- さくら国際高等学校（長野県・栃木県・群馬県・埼玉県・千葉県・東京都・神奈川県・新潟県・山梨県・岐阜県・静岡県・愛知県・京都府・大阪府・兵庫県・鳥取県・島根県・香川県・福岡県・長崎県）
- 松本国際高等学校（旧：創造学園高等学校）（長野県・埼玉県・千葉県・東京都・神奈川県・長野県）
- 天龍興譲高等学校（長野県・東京都・神奈川県・静岡県・愛知県）
- コードアカデミー高等学校（長野県・埼玉県・千葉県・東京都・神奈川県・岐阜県・愛知県・三重県・滋賀県・京都府・大阪府・兵庫県・奈良県）
- ID学園高等学校（長野県・東京都・神奈川県・埼玉県・千葉県・茨城県・群馬県・栃木県・山梨県・静岡県・大阪府・京都府・兵庫県・奈良県）
- ステップ高等学校（長野県・神奈川県・京都府）
- 緑誠蘭高等学校（長野県・岐阜県・愛知県）
- 向陽台高等学校（大阪府）（北海道・青森県・岩手県・秋田県・茨城県・富山県・山梨県・島根県・徳島県・長崎県・鹿児島県・沖縄県以外の35都道府県）
- 八洲学園高等学校（大阪府・埼玉県・千葉県・東京都・神奈川県・静岡県・三重県・滋賀県・京都府・兵庫県・奈良県・和歌山県・沖縄県）
- 長尾谷高等学校（大阪府・三重県・滋賀県・京都府・兵庫県・奈良県・和歌山県）
- YMCA学院高等学校（大阪府・茨城県・埼玉県・千葉県・東京都・神奈川県・三重県・滋賀県・京都府・兵庫県・奈良県・和歌山県・岡山県・福岡県・熊本県）
- 徳風高等学校（三重県・福井県・岐阜県・愛知県・滋賀県・京都府・大阪府・兵庫県・奈良県・和歌山県）
- 飛鳥未来高等学校（奈良県）（青森県・秋田県・栃木県・群馬県・新潟県・富山県・石川県・福井県・滋賀県・徳島県・高知県・長崎県・宮崎県・鹿児島県・沖縄県以外の32都道府県）
- 奈良女子高等学校（奈良県・三重県・滋賀県・京都府・大阪府・兵庫県）
- 日本教育学院高等学校（奈良県・三重県・滋賀県・京都府・大阪府・兵庫県・和歌山県）
- 関西文化芸術高等学校（奈良県・三重県・滋賀県・京都府・大阪府・兵庫県・和歌山県）
- 京都共栄学園高等学校（京都府・福井県・大阪府・兵庫県）
- 京都美山高等学校（京都府・福井県・滋賀県・大阪府・兵庫県・奈良県）
- 京都廣学館高等学校（京都府・福井県・滋賀県・大阪府・兵庫県・奈良県）
- 京都芸術大学附属高等学校（京都府・滋賀県・大阪府・兵庫県・奈良県）
- 明誠高等学校（島根県）（北海道・青森県・岩手県・秋田県・茨城県・富山県・山梨県・徳島県・長崎県・鹿児島県・沖縄県以外の37都道府県）
- 岡山理科大学附属高等学校（岡山県・群馬県・兵庫県・和歌山県・広島県・徳島県・香川県・愛媛県）
- 未来高等学校（愛媛県）（秋田県・山形県・福島県・三重県・奈良県以外の42都道府県）
- 東林館高等学校（広島県・埼玉県・千葉県・東京都・神奈川県・京都府・兵庫県・和歌山県・鳥取県・島根県・岡山県・山口県・徳島県・香川県・愛媛県・高知県・福岡県）
- 高松中央高等学校（香川県・京都府・大阪府・兵庫県・奈良県・和歌山県・鳥取県・島根県・岡山県・広島県・山口県・徳島県・愛媛県・福岡県・佐賀県・長崎県・熊本県・大分県・宮崎県・鹿児島県）
- 福智高等学校（福岡県・埼玉県・千葉県・神奈川県・静岡県・愛知県・三重県・京都府・大阪府・兵庫県・奈良県・広島県・愛媛県・佐賀県・長崎県・熊本県・宮崎県・鹿児島県）
- 第一薬科大学付属高等学校（福岡県・茨城県・栃木県・群馬県・埼玉県・千葉県・東京都・神奈川県・山梨県・静岡県・滋賀県・京都府・大阪府・兵庫県・奈良県・和歌山県・岡山県・佐賀県・長崎県・熊本県・大分県・宮崎県・鹿児島県）

## 狭域通信制一覧
※募集地域が2都道府県にわたる場合、太字が本校所在地の都道府県
- 池上学院高等学校（北海道）
- 小樽双葉高等学校（北海道）
- 五所川原第一高等学校（青森県）
- 東奥学園高等学校（青森県）
- 秋田修英高等学校（秋田県）
- 盛岡中央高等学校（岩手県・秋田県）
- 一関学院高等学校（岩手県・宮城県）
- 和順館高等学校（山形県・秋田県）
- 惺山高等学校（山形県・宮城県）[14]
- 尚志高等学校（福島県）
- 東日本国際大学附属昌平高等学校（福島県・栃木県）
- 水戸平成学園高等学校（茨城県・千葉県）
- 明秀学園日立高等学校（茨城県・福島県）
- EIKOデジタル・クリエイティブ高等学校（茨城県・埼玉県）[15]
- 土浦日本大学高等学校（茨城県）
- 明聖高等学校（千葉県・東京都）
- 中山学園高等学校（千葉県・東京都）
- 鴨川令徳高等学校（千葉県・東京都）
- 麗澤高等学校（千葉県・東京都）-2022年開設
- 開智高等学校（埼玉県・東京都）
- 聖望学園高等学校（埼玉県・東京都）-2023年開設
- 秀英高等学校（神奈川県・東京都）
- 清心女子高等学校（神奈川県・東京都）
- 厚木中央高等学校（神奈川県・東京都）
- 長岡英智高等学校（新潟県）
- 創進高等学校（新潟県）
- 信濃むつみ高等学校（長野県）
- 飯田女子高等学校（長野県）
- つくば開成学園高等学校（長野県・新潟県）
- 長野俊英高等学校（長野県）
- 長野日本大学高等学校（長野県）[16]
- ぎふ国際高等学校（岐阜県・愛知県）
- 城南高等学校（岐阜県・愛知県）
- 啓晴高等学校（岐阜県・愛知県）
- 西濃桃李高等学校（岐阜県）
- 清凌高等学校（岐阜県）
- 啓新高等学校（福井県）
- キラリ高等学校（静岡県）
- 愛知産業大学工業高等学校（愛知県）
- 愛知産業大学三河高等学校（愛知県）
- 英心高等学校（三重県）
- 菊華高等学校（愛知県）
- 大橋学園高等学校（三重県）
- 一志学園高等学校（三重県）
- 四日市メリノール学院高等学校（三重県・愛知県）[17]
- 司学館高等学校（滋賀県・京都府）
- 綾羽高等学校（滋賀県・京都府）
- 京都西山高等学校（京都府・大阪府）
- 京都共栄学園高等学校（京都府）
- 京都つくば開成高等学校（京都府）
- 京都成章高等学校（京都府）
- 京都長尾谷高等学校（京都府・滋賀県）- 2024年開設予定[18]
- 近畿大阪高等学校（大阪府・兵庫県）[19]
- 天王寺学館高等学校（大阪府、奈良県）
- 賢明学院高等学校（大阪府・和歌山県）
- 神須学園高等学校（大阪府・和歌山県）
- 大阪つくば開成高等学校（大阪府・兵庫県）
- 東朋学園高等学校（大阪府・兵庫県）
- 和歌山信愛高等学校（大阪府・和歌山県）
- 秋桜高等学校（大阪府・和歌山県）
- 英風高等学校（大阪府・兵庫県）
- 慶風高等学校（和歌山県・大阪府）
- 石見智翠館高等学校（島根県・広島県）
- 湯梨浜学園高等学校（鳥取県）
- 岡山県美作高等学校（岡山県）
- 山陽女学園高等部（広島県・山口県）
- 広島工業大学高等学校（広島県）
- 広島新庄高等学校（広島県・島根県）- 2024年開設予定[20]
- 広島国際学院高等学校（広島県）
- 誠英高等学校（山口県・島根県）
- 聖光高等学校（山口県・広島県）
- 成進高等学校（山口県）
- 長門高等学校（山口県）
- 英明高等学校(香川県)
- 村上学園高等学校(香川県・岡山県)
- 太平洋学園高等学校（高知県）
- つくば開成福岡高等学校（福岡県）
- 福岡芸術高等学校（福岡県）[21]
- 久留米信愛高等学校（福岡県・佐賀県）- 2024年開設予定[22]
- 敬徳高等学校（佐賀県・長崎県）
- 長崎南山高等学校（長崎県・佐賀県）
- 府内高等学校（大分県）
- 藤蔭高等学校（大分県・福岡県）
- 明豊高等学校（大分県）
- 都城高等学校（宮崎県）[23]
- 都城聖ドミニコ学園高等学校（宮崎県）
- 小林西高等学校（宮崎県）[24]
- 瑞穂MSC高等学校（沖縄県）

## 廃止された通信制高校
Category:日本の通信制高等学校 (廃止)

## 学校法人でないものが設置する学校

### 株式会社立の学校
小泉内閣の構造改革特別区域として経済産業省に認定されている高校。アットマーク国際高等学校、ルネサンス高等学校、前述のウイッツ青山学園高等学校などがある（株式会社立学校を参照）。

### 特定非営利活動法人（NPO法人）立の学校
構造改革特別区域の制度においては、大学等を除いて特定非営利活動法人（NPO法人）も学校を設置できる。人々の多様な学習活動に対する要望に応えるために、特定非営利活動法人（NPO法人）立の学校も作られ始めている。

## 学習支援施設

### サポート校
高等学校通信教育におけるサポート校とは、校舎での学習支援活動を通じて、積極的に高等学校通信課程を卒業するための教育施設である。
全日制の課程のように毎日・週決めで登校できる学校も多く、また「専門教育に関する教科」としての「音楽」等の芸術関係や、近年人気の職業につながる教科や科目が設置され、「大学」、「専修学校の専門課程」、「各種学校」における学修・学習につながる教育もなされている。
サポート校の教育手法としては、生徒の自主性を尊重し、進学の支援に力を入れているもの、不登校の支援を得意とする学校、個性を伸ばし、能力を伸ばすことに重きを置くものなどがある。
法的には一条校ではないため、法にとらわれない柔軟な教育を行うことができるが、通信制課程における教育課程の面接指導は、本校の教員が行わねばならないため、本校の教員の授業を受ける機会が必ず設けられている。
しかしながら、一部の広域通信制高校において、サポート校に教育などのあらゆる業務を丸投げしているといった不適切な実態が指摘されている。なお、サポート校の教員は教員免許状を必要としないため教員免許なしの教員でも授業を行うことができる。
構造改革特区法に基づく株式会社立の通信制高校の7割が、同法の禁ずる特区外での教育活動をしていた。文部科学省の担当者は、「脱法行為であるうえに教育の質も低く、高卒資格を売り物にしたビジネスになっている」と述べている。

### 技能連携校
本来の技能連携制度は、専修学校高等課程や職業訓練施設といった技能教育のための教育施設で教育を受ける場合に、その施設で受けた学習を高等学校の教科の一部の履修とみなすことができる制度であるが、普通教科で技能連携制度を取り入れて学習支援を行う教養科の高等専修学校も少なくない。
技能連携校では、教員免許状をもっている教員が普通教科の学習支援を行うこともある。
近年、一定の条件を満たす高等専修学校において大学入学資格が認められたことから、上級学校への進学においては高校通信教育との連携を結ぶ必然性が徐々に薄れている一方、大学のAO・学校推薦入試や就職においては「高卒見込」のニーズが依然高いため、高等専修学校と高校通信教育との連携は欠かせないものとなっている。